# Southampton Football Club 2017-2018
Questa voce raccoglie le informazioni riguardanti il Southampton Football Club nelle competizioni ufficiali della stagione 2017-2018.

## Rosa
| N. |                             | Ruolo | Calciatore        |
| -- | --------------------------- | ----- | ----------------- |
| 2  | Portogallo (bandiera)       | D     | Cédric Soares     |
| 3  | Giappone (bandiera)         | D     | Maya Yoshida      |
| 5  | Inghilterra (bandiera)      | D     | Jack Stephens     |
| 6  | Paesi Bassi (bandiera)      | D     | Wesley Hoedt      |
| 7  | Irlanda (bandiera)          | A     | Shane Long        |
| 8  | Irlanda del Nord (bandiera) | C     | Steven Davis      |
| 9  | Argentina (bandiera)        | A     | Guido Carrillo    |
| 10 | Inghilterra (bandiera)      | A     | Charlie Austin    |
| 11 | Serbia (bandiera)           | C     | Dušan Tadić       |
| 13 | Inghilterra (bandiera)      | P     | Alex McCarthy     |
| 14 | Spagna (bandiera)           | C     | Oriol Romeu       |
| 16 | Inghilterra (bandiera)      | C     | James Ward-Prowse |

| N. |                        | Ruolo | Calciatore            |
| -- | ---------------------- | ----- | --------------------- |
| 18 | Gabon (bandiera)       | C     | Mario Lemina          |
| 19 | Marocco (bandiera)     | C     | Sofiane Boufal        |
| 20 | Italia (bandiera)      | A     | Manolo Gabbiadini     |
| 21 | Inghilterra (bandiera) | D     | Ryan Bertrand         |
| 22 | Inghilterra (bandiera) | C     | Nathan Redmond        |
| 23 | Danimarca (bandiera)   | C     | Pierre-Emile Højbjerg |
| 26 | Francia (bandiera)     | D     | Jérémy Pied           |
| 27 | Inghilterra (bandiera) | A     | Sam Gallagher         |
| 28 | Inghilterra (bandiera) | P     | Stuart Taylor         |
| 33 | Inghilterra (bandiera) | D     | Matt Targett          |
| 35 | Polonia (bandiera)     | D     | Jan Bednarek          |
| 38 | Inghilterra (bandiera) | C     | Sam McQueen           |
| 44 | Inghilterra (bandiera) | P     | Fraser Forster        |

## Statistiche

### Statistiche di squadra
| Competizione   | Punti | In casa | In casa | In casa | In casa | In casa | In casa | In trasferta | In trasferta | In trasferta | In trasferta | In trasferta | In trasferta | Totale | Totale | Totale | Totale | Totale | Totale | DR  |
| Competizione   | Punti | G       | V       | N       | P       | Gf      | Gs      | G            | V            | N            | P            | Gf           | Gs           | G      | V      | N      | P      | Gf     | Gs     | DR  |
| -------------- | ----- | ------- | ------- | ------- | ------- | ------- | ------- | ------------ | ------------ | ------------ | ------------ | ------------ | ------------ | ------ | ------ | ------ | ------ | ------ | ------ | --- |
| Premier League | 36    | 19      | 4       | 7       | 8       | 20      | 26      | 19           | 3            | 8            | 8            | 17           | 30           | 38     | 7      | 15     | 16     | 37     | 56     | -19 |
| FA Cup         | -     | 1       | 1       | 0       | 0       | 1       | 0       | 4            | 3            | 0            | 1            | 5            | 3            | 5      | 4      | 0      | 1      | 6      | 3      | +3  |
| League Cup     | -     | 0       | 0       | 0       | 0       | 0       | 0       | 1            | 0            | 0            | 1            | 0            | 2            | 1      | 0      | 0      | 1      | 0      | 2      | -2  |
| Totale         | -     | 20      | 5       | 7       | 8       | 21      | 26      | 24           | 6            | 8            | 10           | 22           | 33           | 34     | 11     | 15     | 18     | 43     | 61     | -18 |